# Kevin Žižek
Kevin Žižek, slovenski nogometaš, * 21. junij 1998, Maribor.
Žižek je profesionalni nogometaš, ki igra na položaju napadalca. Igral je za nemški 1. FC Nürnberg II, slovenska Muro in Celje ter češki Silon Táborsko. Skupno je v prvi slovenski ligi odigral 52 tekem in dosegel štiri gole. Z Muro je osvojil naslov slovenskega državnega prvaka v sezoni 2020/21 in slovenski pokal leta 2020. Bil je tudi član slovenske reprezentance do 17, 18 in 19 let.